# Lewniowa
Lewniowa est une localité polonaise de la gmina de Gnojnik, située dans le powiat de Brzesko en voïvodie de Petite-Pologne.